# Heterosmilax pertenuis
Heterosmilax pertenuis är en enhjärtbladig växtart som först beskrevs av Tetsuo Michael Koyama, och fick sitt nu gällande namn av Tetsuo Michael Koyama. Heterosmilax pertenuis ingår i släktet Heterosmilax och familjen Smilacaceae.
Artens utbredningsområde är Thailand. Inga underarter finns listade.